# Црква Свете Марине у Салаковцу
Црква Свете Марине у Салаковцу, насељеном месту на територије општине Мало Црниће, припада Епархији браничевској Српске православне цркве.

## Положај и историјат
Црква посвећена Светој великомученици Марини, налази се у центру насеља, са десне стране пута Пожаревац — Кучево. Изградња цркве  је започета 1938. године, а радови су завршени 1942. године. Храм је освештан 1956. године од стране тадашњег Епископа браничевског Хризостома Војиновића. 

## Архитектура цркве
Црква је зидана од тврдог материјала - цигле, по романском стилу са особинама српског историцизма. Подужег је правоугаоног облика, са великим велелепним звоником на западном делу, док је на источном делу цркве има две олтарске апсиде полукружног облика истурене споља. Кров цркве је на две  воде и покривен црепом. 
Прочеље има истурену мању припрату, над којом је озидана четвороугаона кула, над којом је кубе са звоником. Прозори на самој цркви су велики у делу звоника има их више, док на зидовима цркве су мањи прагоугаоног облика са полукружним сводом. Споља је украшена розетама кружног облика.
Унутрашњост цркве се дели, на припрату, лађу цркве и олтар. Унутра је омалтерисана и окречена и делом је фреско сликана. Олтарски део је преграђен са једним од најлепших дрвених иконостаса, који је рађен у дуборезу од куваног ораховог дрвета. Радио га је и осликао познати битољски дуборезац Андреј Биценко, са својим дуборесцима. Иконостас је цркви даривао владика Николај Велимровић, који је био пријатељ владике Хризостома. 
Генерално је обнављана 1967. и 1976. године, а најновију обнову је  имала 1991. године. 
Матичне књиге у цркви су од 1949. године. 